# Thyreomelecta propinqua
Thyreomelecta propinqua är en biart som först beskrevs av Maurits Anne Lieftinck 1968.  Thyreomelecta propinqua ingår i släktet Thyreomelecta och familjen långtungebin. Inga underarter finns listade i Catalogue of Life.